# Псалом 22

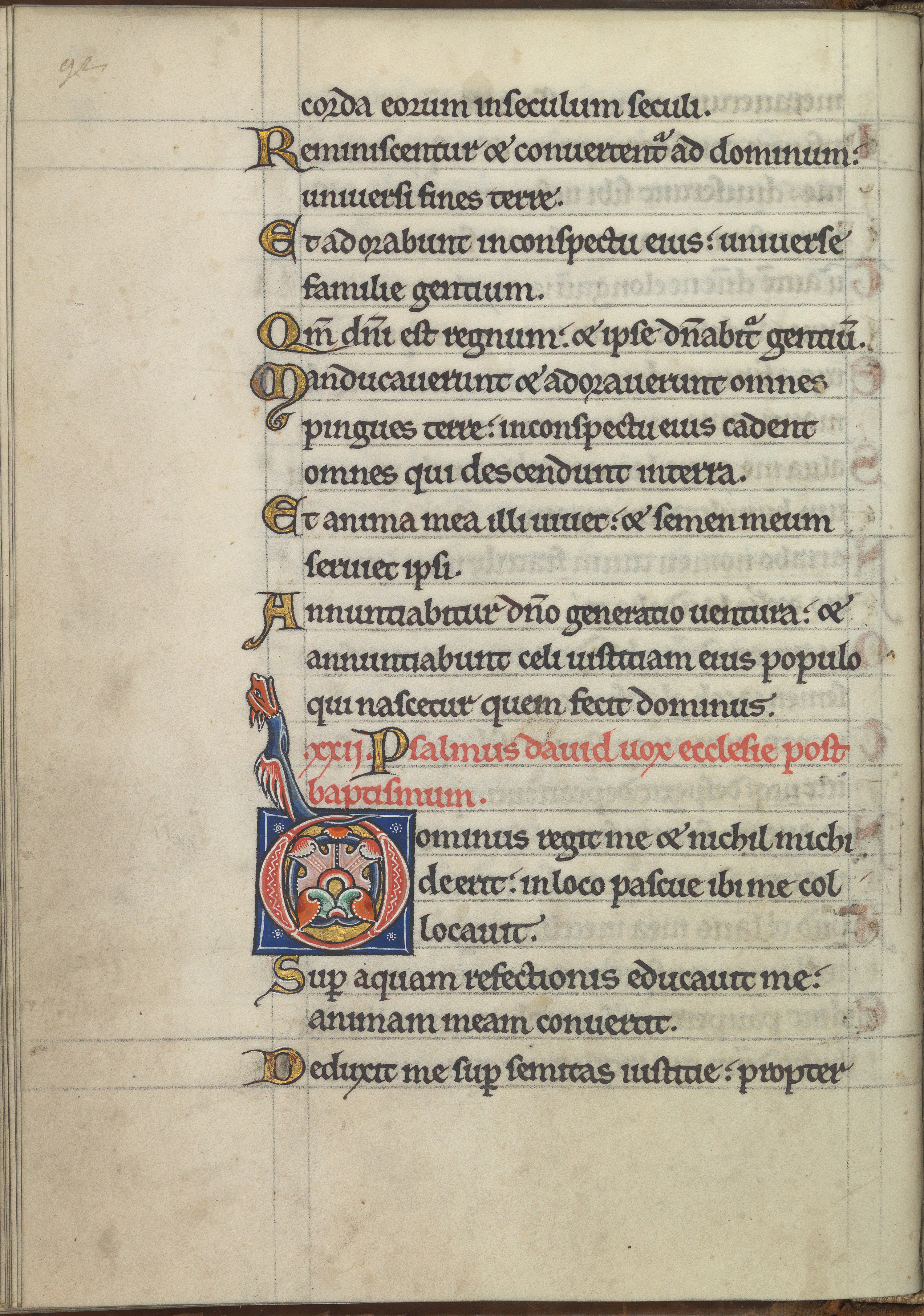
22-й псалом на листе из Псалтири Алиеоноры Аквитанской

Два́дцать второ́й псало́м — 22-й псалом из книги Псалтирь (в масоретской нумерации — 23-й). Известен по латинскому инципиту Dominus regit me, «Господь пасетъ мя». В этом псалме автор представляет Бога как защитника и кормильца. Псалом был неоднократно положен на музыку.

## Содержание
По толкованию Афанасия Великого псалом «воспевается от лица язычников, которые восхищены тем, что пасёт их Господь, и описывают также таинственную трапезу, какую предложил им Сам пасущий их». При этом ни надписание (традиционное «псалом Давида»), ни содержание псалма не дают указания на время и причину его написания. Царь Давид, упомянутый в написании как автор псалма, в юности пас овец (1Цар. 16:11), что могло способствовать тому, что в этом псалме Бог предстаёт в образе Пастыря. В христианстве этот псалом стал одним из источников представления в качестве доброго пастыря Иисуса Христа.

## Богослужебное использование
Иудаизм
22-й псалом поют во время третьей субботней трапезы (в субботу днём) и в поминальной молитве «Изкор», у сефардов и хасидов также и в вечерней молитве субботы.
Православие
В Православной церкви по причине, описанной в псалме уготованной Богом трапезы, данный псалом читают в начале «Последования ко Причащению».
22-й псалом полностью поют в чине погребения священников, освящения храма, на утрене в неделю сырной седмицы, во время Великого поста, в последовании о немощных, в праздники Благовещения и Богоявления на утрени. Отдельные стихи псалма поют по разным случаям.
22:1 «Господь — Пастырь мой; я ни в чём не буду нуждаться» поют в чине погребения священников.
22:4 «если я пойду и долиною смертной тени, не убоюсь зла, потому что Ты со мной; Твой жезл и Твой посох – они успокаивают меня» поют в чине благословения на морское путешествие.
22:6 «так, благость и милость да сопровождают меня во все дни жизни моей, и я пребуду в доме Господнем многие дни» поют в чине благословения на морское путешествие.
Католицизм
По уставу святого Бенедикта, 22-й псалом пели на утрени в воскресенье.

## Псалом 22 в культуре
Мотивы псалма часто используют в современной культуре и средствах массовой информации. Псалом положили на музыку: Иоганн Себастьян Бах, Леонард Бернстайн, Франц Шуберт, Антонин Дворжак; его включали в свой репертуар: Дюк Эллингтон, Moody Blues, Pink Floyd, E Nomine, Заточка.
Название книги советского диссидента Натана Щаранского «Не убоюсь зла» отсылает к 22 псалму, в эпиграфе книги это 23 псалом в соответствие с масоретской нумерацией.